# Région Naultla
La région Nautla est l'une des 10 régions administratives de l'État de Veracruz, au Mexique, et est localisée dans sa partie centrale, au bord du golfe du Mexique. Limitrophe à l'ouest de l'État de Puebla, elle s'étend dans le bassin versant du fleuve Río Nautla, dont elle tire son nom.

## Géographie
Cette région confine à l'est au golfe du Mexique, et à l'ouest au sein de la chaîne de montagnes de la Sierra Madre orientale. Elle couvre à l'ouest et au nord-est une grande part du bassin versant du fleuve Río Nautla, tandis que sa partie sud-est est traversée par plusieurs fleuves côtiers, du sud au nord le Río Santa Ana, formant sa limite au sud-est, le Río Juchique, le Río Colipa, puis le Río Misantla. Elle est limitrophe au nord de la région Totonaca et au sud de la région Capital. D'une superficie de 3119 km2, elle était peuplée en 2015 de 387 222 habitants.
Elle est administrativement formée des 11 municipalités suivantes :
- Atzalan (4)
- Colipa (9)
- Juchique de Ferrer (11)
- Martínez de la Torre (2)
- Misantla (5)
- Nautla (6)
- San Rafael (3)
- Tenochtitlán (7)
- Tlapacoyan (1)
- Vega de Alatorre (10)
- Yecuatla (8)

Régions de Veracruz, la région Nautla porte le n°4
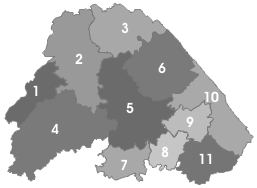
Municipalités de la région Nautla